# 剣雲修羅城
『剣雲修羅城』（けんうんしゅらじょう）は1937年に日本で制作されたサイレント映画。全勝キネマ製作。

## スタッフ
- 監督 : 大江秀夫
- 脚本 : 小林二三夫
- 原作 : 伏見栄三
- 撮影 : 藤井美一

## キャスト
- 松本栄三郎
- 水木令子
- 美島麗子
- 実川童